# Jonas Quinn
Jonas Quinn je fiktivni lik iz znanstveno fantastičnog filma Zvjezdana vrata i TV serije Zvjezdana vrata SG-1, a glumi ga Corin Nemec. Pojavljuje se u šestoj sezoni.
Quinn je čovjek porijeklom s planeta Langara. On zamjenjuje Daniela Jacksona u SG-1 timu nakon Danielovog uzdignuća. U početku je Jack O'Neill bio protiv toga da se Jonas pridruži timu i inzistirao je da SG-1 tim ostane sastavljen od tri člana. Međutim, suočen s izborom između ruskog vojnika i Quinna odlučuje da Jonas ipak postane četvrti član tima. 

## Povijest
Jonas Quinn jedan je od znanstvenika na Langari koji su radili na izradi bombe od naquadaha kako bi je upotrijebili u borbi protiv druga dva suparnička naroda sa svojeg planeta.  
Vođen grižnjom savjesti zbog svog rada (i zbog činjenice da je bio u grupi koja je prikrila da se Daniel žrtvovao izlažući se ogromnoj dozi radijacije da bi spasio živote na Langari) Quinn krade planove za naquadrija bombu i malu količinu naquadrije donosi na Zemlju.
Zbog činjenice da nije ništa poduzeo kada je Daniel bio izložen radijaciji dolazi u sukob s Jackom O'Neillom koji prema njenu pokazuje otvorenu netrpeljivost i nepovjerenje. Stoga sebi daje zadatak da prouči sve spise i dokumente koje je Daniel ostavio iza sebe i na taj se način pokuša uklopiti u SG-1. Zahvaljujući njegovoj veseloj prirodi i trudu koji je ulagao u sve što je činio Jonas postaje ravnopravan i prihvaćen član. S povratkom Daniela Jacksona u sedmoj sezoni (kojem je Jonas spasio život) štapnim oružjem Jonas se vraća na svoj matični planet s nadom da će moći pomoći svome narodu prije stečenim znanjem.